# Canaries River
Der Canaries River (dt.: „Kanarien-Fluss“) ist ein Fluss an der Westküste der Karibikinsel St. Lucia.

## Geographie
Der Fluss entspringt im Zentrum der Insel im dünnbesiedelten Zentrum im Gebiet La Verdune, direkt an der Grenze der Quarter Canaries und Soufrière im Süden. Er verläuft nach Westen und mündet bei Canaries in der Canaries Bay ins Karibische Meer. Seine Mündung bildet mit dem Schwemmkegel die Südspitze der Canaries Bay. Auf weiten Strecken folgt die Grenze zwischen Soufrière und Anse-La-Raye seinem Verlauf.
Im Quellgebiet am Mount Gimie befindet sich der Mount Gimie Waterfall.